# Federação Mineira de Levantamento de Pesos
A Federação Mineira de Levantamento de Pesos, designada FMLP, é uma entidade de administração do Esporte Olímpico, Levantamento de Pesos, no Estado de Minas Gerais. Tem sede na cidade de Belo Horizonte, Estado de Minas Gerais. É uma entidade de fins não econômicos, não possui fins lucrativos, de caracter desportivo amador. 1 A FMLP é possuidora do título de Utilidade Pública Municipal ( e Estadual É fundadora e filiada à Confederação Brasileira de Levantamento de Pesos (CBLP).

## Histórico
A FMLP foi fundada em Belo Horizonte, em 29 de maio de 1950 (vinte e nove de maio de mil novecentos e cinquenta), pelas associações esportivas: Fluminense Futebol Clube, Minas Tênis Clube, Olímpico Clube e Ginásio Força e Saúde de Belo Horizonte, todas domiciliadas na capital mineira. Tem sede na cidade de Belo Horizonte, Estado de Minas Geris. 1.
A FMLP é fundadora e filiada à Confederação Brasileira de Levantamento de Pesos. 2.
A FMLP é possuidora do título de Utilidade Pública Municipal, de Belo Horizonte. 3
A FMLP é possuidora do título de Utilidade Pública Estadual, de Minas Gerais. 4.

## Campeonatos
Anualmente a FMLP realiza os Campeonatos, masculino e feminino nos seguintes grupos etários:
- Campeonato Mineiro Infantil, (Sub-15).
- Campeonato Mineiro Infanto-Juvenil (Sub-17).
- Campeonato Mineiro Juvenil, (Sub-20).
- Campeonato Mineiro Adulto, (acima de 15 anos).

## Filiados atuais
- Viçosa Força e Saúde, (VFS), de Viçosa.
- Viçosa Atlético Clube, (VAC), de Viçosa.
- Santa Clara Futebol Clube, (SCFC), de Viçosa
- Associação de Servidores Administrativos da Universidade Federal de Viçosa (ASAV), de Viçosa.
- Associação Atlética Acadêmica/Liga Universitária da Universidade Federal de Viçosa (AAA/LUVE), de Viçosa.
- Tebas Club (TEBAS), de Belo Horizonte.
- Praça de Esportes de Sabará (PRAESA), de Sabará.